# Ourden
 (janvier 2016).
Si vous disposez d'ouvrages ou d'articles de référence ou si vous connaissez des sites web de qualité traitant du thème abordé ici, merci de compléter l'article en donnant les références utiles à sa vérifiabilité et en les liant à la section « Notes et références ».
 (décembre 2014).
L'Ourden ou Lourden est un petit affluent gauche de l'Adour, entre le Broussau et le Bahus, dans le département français des Landes.

## Géographie
L'Ourden se forme à hauteur de Latrille. Il alimente la retenue d'eau de Duhort-Bachen puis se jette dans l'Adour face à Bordères-et-Lamensans.
La rivière est dénommée Ourden (sans article) sur la carte de Cassini, généralement sous la forme Lourden ou Lourdén (agglutination de l'article) dans les documents plus récents.